# Іванівка (Олександрійська міська громада)
Іва́нівка — село в Україні, в Олександрійській міській громаді Олександрійського району Кіровоградської області. Населення становить 188 осіб.

## Населення
Згідно з переписом УРСР 1989 року чисельність наявного населення села становила 217 осіб, з яких 92 чоловіки та 125 жінок.
За переписом населення України 2001 року в селі мешкало 188 осіб.

### Мова
Розподіл населення за рідною мовою за даними перепису 2001 року:
| Мова       | Відсоток |
| ---------- | -------- |
| українська | 89,36 %  |
| російська  | 10,64 %  |